# Hippolyte Coste
Hippolyte Jacques Coste (Balaguier-Saint-Sernin, Aveyron, 20 de dezembro de 1858 — Saint-Paul-des-Fonts, 23 de novembro de 1924) foi um botânico francês.